# Apotomé
El apotomé es un semitono cromático del sistema de Pitágoras, mayor que la limma o semitono diatónico. En este sistema, el tono se divide en dos partes desiguales: la limma y el apotomé. La medida comparativa de este intervalo es de 113.7 cents.

## Desarrollo matemático
Dentro del círculo de quintas, el apotomé se alcanza después de ascender siete quintas pitagóricas y descender cuatro octavas:
{\displaystyle \left({\frac {3}{2}}\right)^{7}:2^{4}={\frac {3^{7}}{2^{7+4}}}={\frac {2187}{2048}}}

## En geometría
Apotome era el nombre con que se denominaba, en la antigua Grecia, a los segmentos que tenían por longitud, raíz cuadrada de  de a menos raíz cuadrada de b, donde a / b no es cuadrado perfecto.